# ハ・ヒラ
ハ・ヒラ（夏希羅、1969年12月8日〈旧暦10月29日〉 - ）は、韓国の女優。

## 来歴
ソウルで生まれた。父親は華僑で母親は韓国人。1980年、韓国放送公社 (KBS) の子供合唱団に入団。1981年、KBSの特別採用タレント（俳優）となり、「青少年文学館『私の名前はマヤ』」に出演してデビューした。1988年の映画『캠퍼스 연애특강』（キャンパス恋愛特講）に主演して、その年の百想芸術大賞の映画部門で女性新人演技賞を受賞した。1990年に放送されたテレビドラマ『여자는 무엇으로 사는가』（女性は何で生きるのか）に主演して、1991年、百想芸術大賞のテレビ部門で女性最優秀演技賞を受賞した。1992年、東国大学校教育学科卒業。1995年、韓国ミュージカル大賞・人気スター賞を受賞した。1990年代から2000年代、2010年代を通じて数々のテレビドラマに出演している。
1993年にチェ・スジョンと人気俳優同士として結婚した。結婚を機に韓国に帰化した。二人は芸能界を代表する「おしどり夫婦」として知られ、息子と娘が1人ずついる。ハ・ヒラは仏教徒だったが、キリスト教徒のチェ・スジョンと結婚して教会に行くようになり、2008年にキリスト教徒になった。2010年から翌年にかけて放送された連続テレビドラマ『プレジデント』ではチェ・スジョンが韓国大統領候補役、ハ・ヒラが夫人役で共演した。『プレジデント』は2人が結婚前の1991年に共演した映画『별이 빛나는 밤에』（星が輝く夜に）以来19年ぶりとなる共演作となった。
身長は168センチメートル。

## 出演作品

### テレビドラマ
- 若者のひなた（朝鮮語版）（1995年[11]） - 野心家の男との悲恋を甘受するイム・チャヒ役[12]
- あなたのそばに（2002年[13]） - 主演[14]。貧しい家の娘ハン・ムニ役[15]
- 愛しのトラム（朝鮮語版）（2005年[11]） - 主演[14]。事故で失明し盲導犬トラムに出会うチョン・スギョン役[16]
- 妻の復讐〜騙されて棄てられて〜（朝鮮語版）（2006年-2007年[11]） - 主演[14]。夫と離婚するオ・スネ役[17]
- 江南ママの教育戦争（朝鮮語版）（2007年[11]） - 主演[14]。中学生の息子のために奮闘する母親ヒョン・ミンジュ役[18]
- その男が憎らしい〜裏切りと屈辱の果てに〜（朝鮮語版）（2009年[11]） - 主演[14]。夫に不満な主婦チョ・ヨンナン役[19]
- プレジデント（朝鮮語版）（2010年-2011年[11]） - 主演[14]。大統領候補夫人チョ・ソヒ役[8][20]
- 愛の贈りもの〜My Blessed Mom〜（朝鮮語版）（2012年[11]） - 主演[14]。知的障碍者キム・ソニョン役[21]
- 黒の旋律（朝鮮語版）（2013年[11]） - 主演[14]。双子のミン・ジスとミン・ジウォンを1人2役[22]
- 女を泣かせて（朝鮮語版）（2015年[11]） - 主演[14]。企業会長家の長男の未亡人ナ・ウンス役[23]
- 最高の恋人（朝鮮語版）（2015年[11]） - 主演[14]。2人の娘の母。無名のジャズ歌手ナ・ボベ役[24]
- 崖っぷちの魔女たち（朝鮮語版）（2018年-2019年[11]） - 主演[14]。普通のおばさんチャ・ジノク役[25]
- 青春の記録（2020年[11]） - パク・ボゴム演じる主人公の母ハン・エスク役[26]